# Kościół Świętych Szymona i Judy Tadeusza Apostołów w Dywitach
Kościół Świętych Szymona i Judy Tadeusza Apostołów – rzymskokatolicki kościół parafialny należący do dekanatu Olsztyn II – Zatorze archidiecezji warmińskiej.
Jest to świątynia wzniesiona na zrębach i z wykorzystaniem czterech dolnych kondygnacji wieży poprzedniej budowli. Kościół wybudowano w latach 1894-1897 według projektu Fritza Heitmanna z Królewca. Budowa została sfinansowana przez katolików z Dywit. W dniu 25 października 1897 roku nowa świątynia została konsekrowana przez biskupa pomocniczego Adolfa Namszanowskiego.
Budowla jest orientowana, zbudowana w stylu neogotyckim, trzynawowa, halowa. Do jej budowy użyto czerwonej cegły. Posiada plan prostokąta o wymiarach 40 m x 17 m. Od strony wschodniej jest umieszczone prosto zamknięte prezbiterium, od strony zachodniej do korpusu świątyni jest dobudowana kwadratowa wieża z sześcioma kondygnacjami. Jej dolne piętra są ozdobione blendami ostrołukowymi i bliźnimi półkolistymi wnękami oraz tynkowanym fryzem opaskowym. Całość jest przykryta dachem dwuspadowym ze szczytami schodkowymi i zwieńczona czterometrowym krzyżem (z przodu) oraz chorągiewką z kutego żelaza z datą 1894 (z tyłu). Także korpus nawowy oraz prezbiterium są ozdobione licznymi blendami ostrołukowymi i bliźnimi półkolistymi, tynkowanymi wnękami, wklęsłymi fryzami i schodkowymi szczytami. Całość jest nakryta dwuspadowym dachem składającym się z dachówki. Nawa główna jest nakryta sklepieniem gwiaździstym, sześcioramiennym, nawy boczne są przykryte krzyżowo-żebrowym.